# Поларштерн (судно)

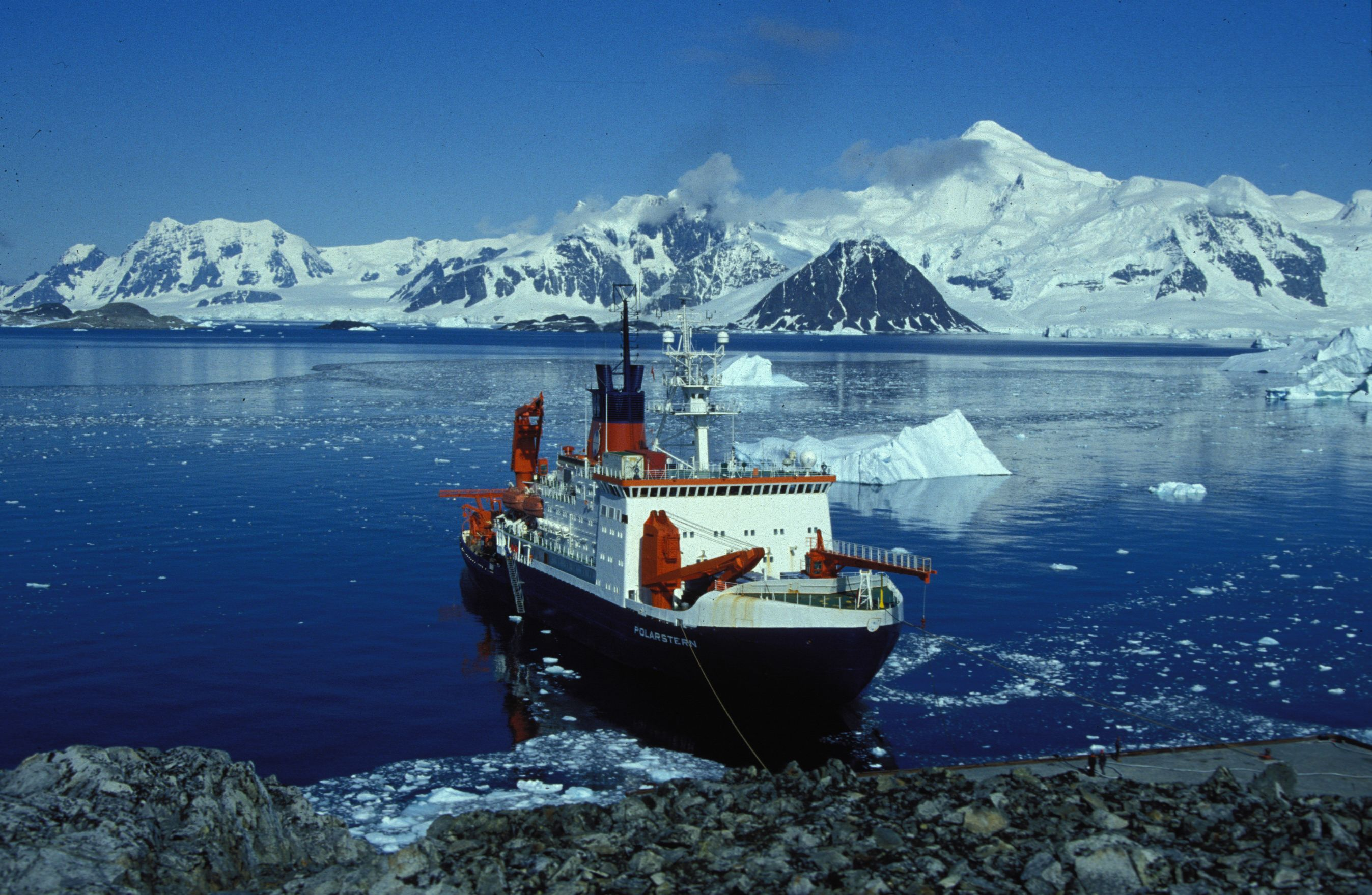
«Поларштерн» близ британской антарктической станции Ротера, 1994 год

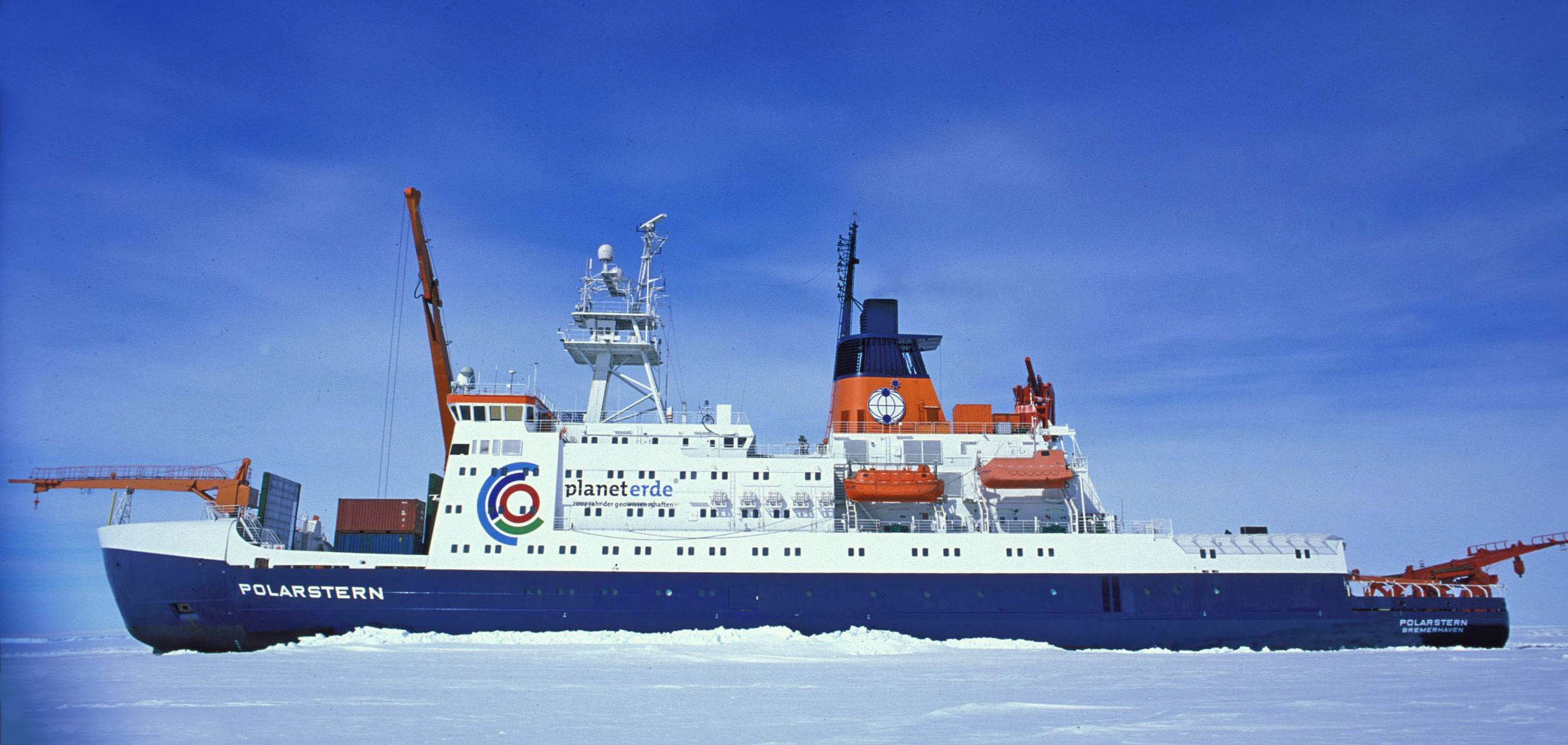
«Поларштерн» в заливе Атка, Антарктика, 2002 год

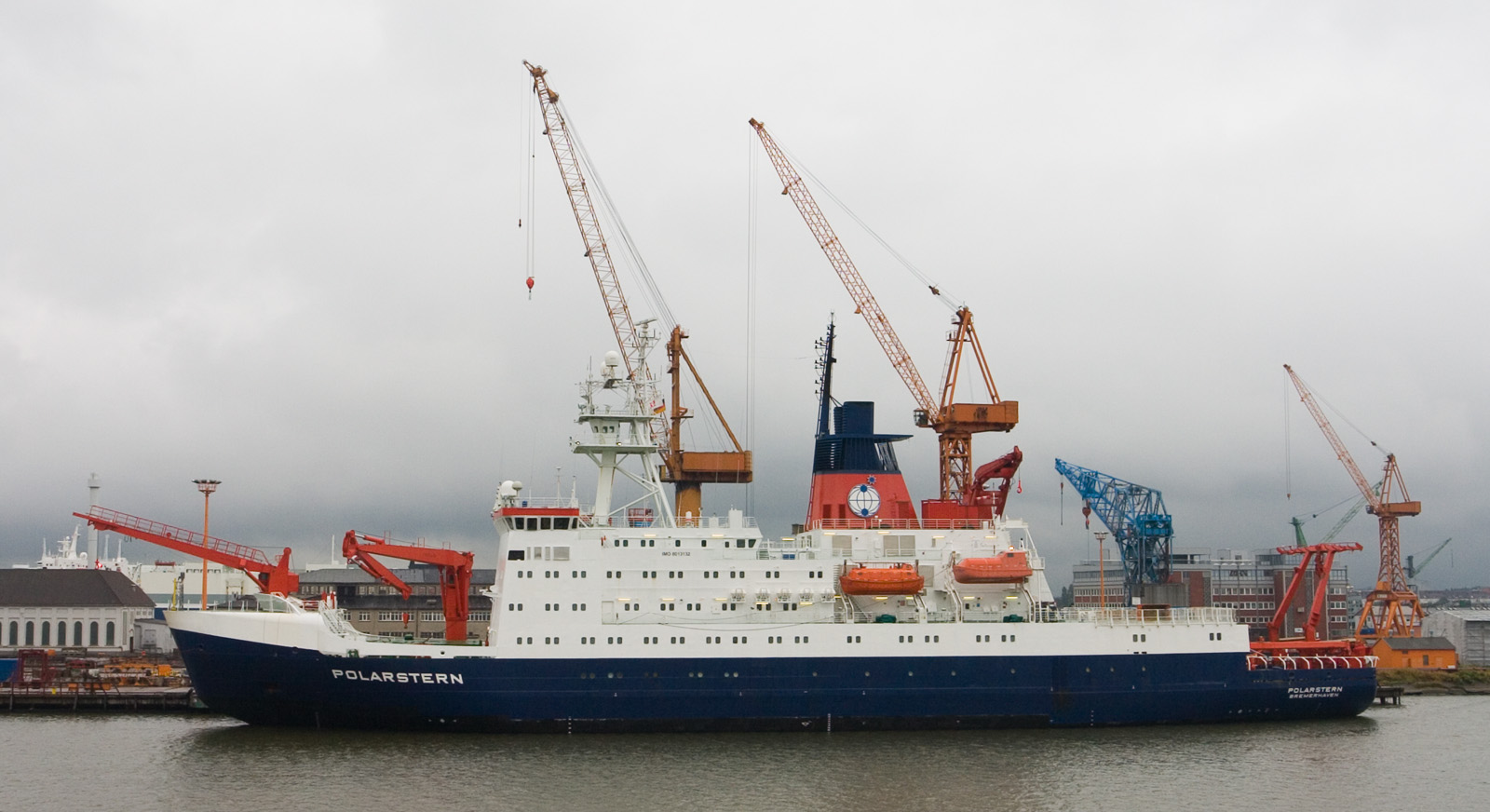
«Поларштерн» в порту Бремерхафена, 2005 год

Поларштерн (нем. Polarstern, «Полярная звезда») — немецкое научно-исследовательское судно, ледокол Института полярных и морских исследований им. Альфреда Вегенера (Alfred-Wegener-Institut für Polar — und Meeresforschung, AWI) в Бремерхафене (Германия).
Построено и оснащено на верфях Howaldtswerke-Deutsche Werft в Киле и Nobiskrug в Рендсбурге. Судно имеет двойной корпус длиной 118 метров. Предназначено для эксплуатации при температуре до −50 °C и способно преодолевать лед толщиной до 1,5 метра со скоростью 5 узлов. Введено в строй в 1982 году и используется в основном для изучения Арктики и Антарктики.

## История
7 сентября 1991 года Поларштерн вместе со шведским арктическим ледоколом Один достигли Северного полюса как первые неатомные судна. Обе научные партии взяли океанографические и геологические образцы и вместе перетягивали канат и играли в футбол на льдине. Поларштерн повторно достиг Северного полюса ровно 10 лет спустя вместе с судном USCGC Healy. Третий раз судно побывало на полюсе 22 августа 2011 года ровно в 9:42. Было обнаружено, что в этот раз средняя толщина льда упала до 0,9 м по сравнению с 2 м в 2001.
2 марта 2008 года один из вертолётов Поларштерна потерпел крушение во время полета к немецкой антарктической станции Neumayer II. Немецкий пилот и голландский исследователь погибли, трое других пассажиров получили ранения.
17 октября 2008 года Поларштерн стал первым научно-исследовательским судном, когда-либо преодолевшим Северо-Западный и Северо-Восточный проходы в одной экспедиции и тем совершившим круговое плавание вокруг Северного полюса. В 2019—2020 годах Поларштерн участвовал в крупнейшей арктической экспедиции MOSAiC (многопрофильная дрейфующая обсерватория для изучения арктического климата), в которой были задействованы семь судов ледового класса и 442 исследователя из 20 стран.
В 2004 году немецкая группа Eisbrecher выпустила альбом, одна из песен которого посвящена этому судну.